# 春田安喜子
春田 安喜子（はるた あきこ、1921年 - 2006年4月6日）は、日本の洋画家。二科会理事。海老原喜之助、吉井淳二に学び、二科会で活躍したほか、地元鹿児島県の女流洋画壇振興に大きく貢献した。
鹿児島県鹿児島市加治屋町出身。実家は鹿児島市の老舗である春田屋呉服店で、父・吉次郎と伯父・宗次郎は鹿児島のアマチュア画家の草分け。1939年、鹿児島県立第二高等女学校卒業。女子美術専門学校高等科西洋画部を首席卒業。1943年から母校の鹿児島二高女および併設されている鹿児島女子師範学校で教える。加治屋町の自宅が戦災で焼け、アトリエがないので城山に登って桜島ばかり写生した後、鹿児島二高女のバラック校舎にこもって絵の具を使って暗くなるまで描いていた。
1946年の第1回南日本美術展で奨励賞。1948年の同展では、南日本新聞社賞を受賞し、1951年からは招待作家となる。また、1947年の二科展初入選以来、同展を活動の拠点とし、1958年会友推挙、1963年会員推挙、その後二科会評議員、理事を歴任。南日本女流美術展の審査員を第1回以来たびたび務めるなど、地元洋画壇の発展にも寄与した。
2006年4月6日、肺炎のため死去。